# Edie Brickell

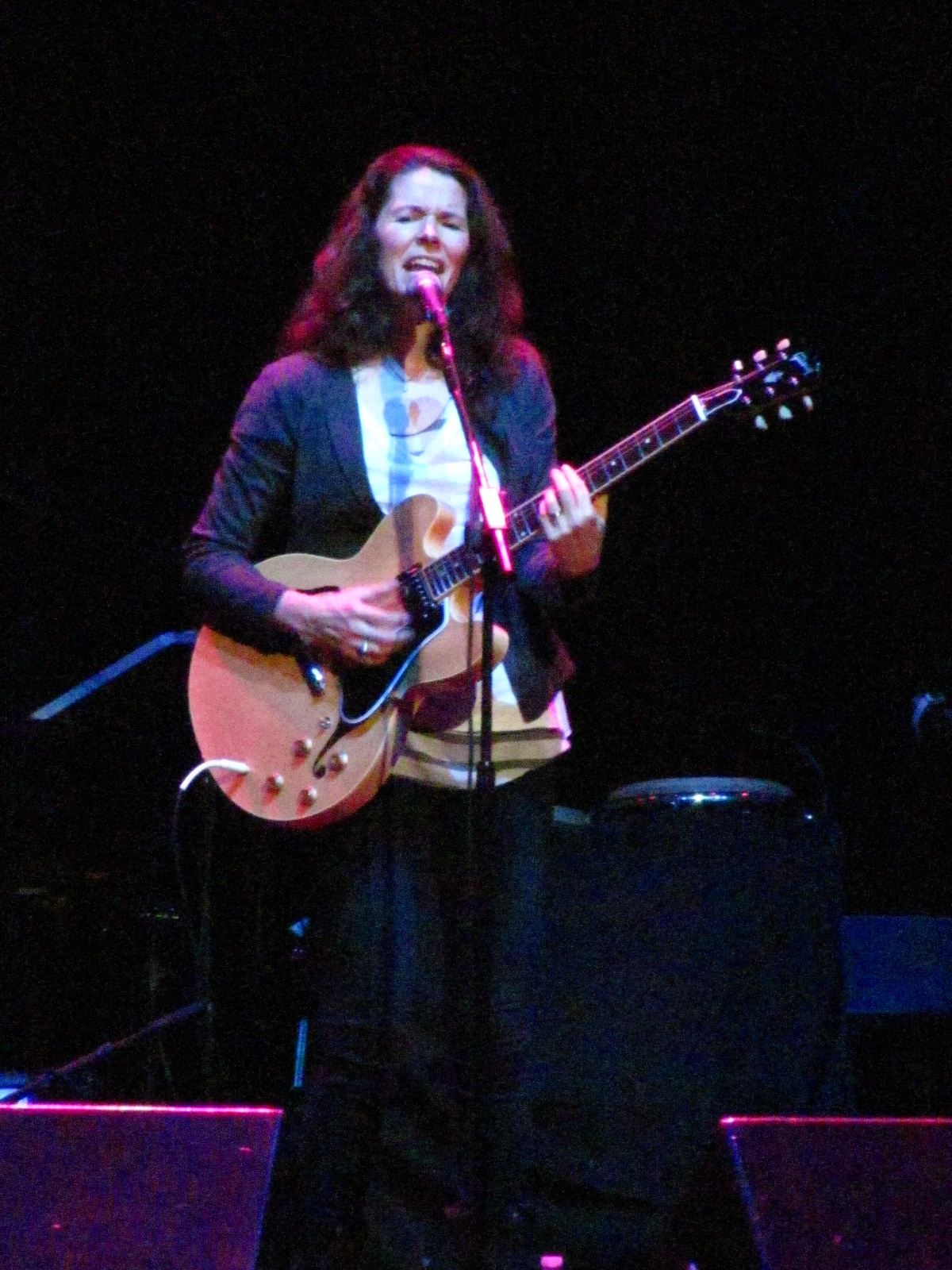
Edie Brickell, Nowy Jork 2011

Edie Brickell (ur. 10 marca 1966 w Oak Cliff k. Dallas) – amerykańska piosenkarka i autorka tekstów.

## Kariera
W późnych latach 80. współtworząc (według ówczesnej definicji tego nurtu) folk-rockowy zespół Edie Brickell & New Bohemians była jedną z najbardziej popularnych amerykańskich piosenkarek.
Debiutancki album z 1988 Shooting Rubberbands at the Stars zawierający takie piosenki jak "Circle", "Air of December" oraz niekwestionowany hit "What I Am", który doczekał się wielu coverów, okazał się ogromnym sukcesem komercyjnym oraz uzyskał bardzo przychylne opinie krytyków muzycznych. Kolejne albumy Ghost of a Dog oraz Picture Perfect Morning (1994) również osiągnęły sukces. Mimo to Edie, będąca od 1992 w związku małżeńskim z Paulem Simonem zdecydowała się zająć swoją rodziną i wychowaniem trójki dzieci i zawiesiła karierę muzyczną. W 2003 Edie powróciła na sceną z nowym albumem Volcano.
Teledysk Edie Brickell "Good Times" został zamieszczony na instalacyjnym CD-ROM-ie Windows 95.

## Dyskografia

### Albumy
- It's Like This... (1986)
- Shooting Rubberbands at the Stars (1988)
- Ghost of a Dog (1990)
- Picture Perfect Morning (1994)
- The Live Montauk Sessions (2000)
- The Ultimate Collection (2002)
- Volcano (2003)
- Stranger Things (2006)
- The Heavy Circles (2008) (płyta zespołu The Heavy Circles)
- Edie Brickell (2011)
- The Gaddabouts (2011) (płyta zespołu The Gaddabouts)
- Look Out Now!  (2012) (płyta zespołu The Gaddabouts)

### Single
- What I Am (1988)
- Little Miss S. (1989)
- A Hard Rain's Gonna Fall (1990)
- Mama Help Me (1990)
- Good Times (1994)